# Иван Котков
Иван Темелков Златанов (Златков), известен също като Иван Граматиков Котков, е български учител и революционер, деец на Вътрешната македоно-одринска революционна организация.

## Биография
Котков е роден в 1858 година в Каваклия, Лозенградско, в Османската империя. От 1896 година е член на ВМОРО. Работи като учител в Колибите, Бунархисарско и в 1898 година е председател на първия революционен комитет в селото. В 1897 година е сред участниците в първия конгрес на тракийските дружества в България в Минковия хан в Бургас. В 1899 година става член на Бунархисарския околийски революционен комитет. През 1900 година бяга в Княжество България, подгонен от турските власти. Влиза в четата на Слави Мерджанов, която лятото на 1901 година отвлича Нури бей, син на богатия одрински чифликчия Дертли Мустафа бей. Четата е открита от турската войска близо до село Фикел, където в местността Киречлика, в завързалото се сражение Котков е убит.